# Three-strikes law
Three-strikes law (sinngemäß: „Drei-Verstöße-Gesetz“) bezeichnet im US-amerikanischen Sprachgebrauch ein Gesetz, nach dem bei der dritten Verurteilung wegen einer Straftat automatisch eine besonders schwere Strafe ausgesprochen wird. Der Begriff kommt vom Baseball, wo ein Schlagmann nach dem dritten Fehlschlag („strike“) ausscheidet und bis zur nächsten Runde nicht mehr am Spiel teilnehmen darf.

## Strafrecht
Im Strafrecht der USA bezeichnen three-strikes laws Bestimmungen, wonach gegen einen Straftäter, der bereits zweimal wegen eines Verbrechens (felony) verurteilt worden war, bei einer weiteren Verurteilung automatisch und zwingend eine lebenslange Haftstrafe verhängt wird. Eine vorzeitige Entlassung bei guter Führung im Gefängnis ist meistens erst nach 25 Jahren möglich.
Three-strikes-Regelungen sind nicht neu; schon seit dem späten 19. Jahrhundert bestand im US-Bundesstaat New York die Möglichkeit, Straftäter wegen „Unbelehrbarkeit“ für längere Zeit einzusperren (Persistent Felony Offender Law, „Gewohnheitsverbrecher-Gesetz“). Auch europäische Strafgesetze sehen vor, bei wiederholter Straffälligkeit höhere Strafen als bei erstmaligen Delikten zu verhängen, jedoch haben hier die Gerichte einen weitaus größeren Ermessensspielraum.
In den USA spielt es für die Anwendung des Gesetzes auch keine Rolle, wie lange die beiden früheren Delikte zurückliegen. Der Supreme Court hat entschieden, dass 25 oder mehr Jahre Haft für die dritte Straftat nicht grob überzogen und damit keine grausame oder ungewöhnliche Bestrafung gemäß dem 8. Zusatzartikel seien. Viele US-Bundesstaaten unterscheiden aber nach der Schwere der Straftaten. Meistens müssen die ersten beiden Delikte Gewaltverbrechen sein.
Das wegen seiner Schärfe und der Vielzahl an Verurteilungen besonders bekannte kalifornische Three-strikes-Gesetz sieht keine solche Unterscheidung vor. Hier zählen auch vom Gesetz als „schwer“ eingestufte Delikte ohne Gewalt gegen Menschen, insbesondere Einbruch und Autodiebstahl, zu den Delikten, bei denen die Regelung greift. Im Jahr 2004 wurde ein Vorschlag („Proposition 66“), die Anwendung dieses Gesetzes auf Gewaltdelikte zu beschränken, von Kaliforniens Wählern in einem Volksentscheid knapp abgelehnt.
In einem weiteren Volksentscheid im November 2012 beschränkte der Wähler die Anwendung des Gesetzes auf Fälle, in denen es sich bei der dritten Straftat um ein schweres oder gewalttätiges Verbrechen handelt.
Am 26. Juni 2015 entschied der Oberste Gerichtshof der USA in Johnson v. United States, dass die Formulierung „otherwise involves conduct that presents a serious potential risk of physical injury to another“ im bundesgesetzlichen Armed Career Criminal Act (die sogenannte „residual clause“, übersetzt etwa: „anderweitiges Verhalten, das eine ernsthafte Gefährdung der körperlichen Unversehrtheit Dritter darstellt“) zu unbestimmt und daher ein Verstoß gegen die due process clause des 5. Zusatzartikels sei.

## Frühere Rechtslage in Deutschland
Eine dem Three-strikes law ähnliche Regelung wurde in Deutschland während der Zeit des Nationalsozialismus geschaffen. Durch das Gesetz gegen gefährliche Gewohnheitsverbrecher, welches zum 1. Januar 1934 in Kraft trat, wurde u. a. der § 20a ins Reichsstrafgesetzbuch (RStGB) eingefügt: 
 § 20a StGB in der Fassung vom 1. Januar 1934 
(1) Hat jemand, der schon zweimal rechtskräftig verurteilt worden ist, durch eine neue vorsätzliche Tat eine Freiheitsstrafe verwirkt und ergibt die Gesamtwürdigung der Taten, daß er ein gefährlicher Gewohnheitsverbrecher ist, so ist, soweit die neue Tat nicht mit schwererer Strafe bedroht ist, auf Zuchthaus bis zu fünf Jahren und, wenn die neue Tat auch ohne diese Strafschärfung ein Verbrechen wäre, auf Zuchthaus bis zu fünfzehn Jahren zu erkennen. Die Strafschärfung setzt voraus, daß die beiden früheren Verurteilungen wegen eines Verbrechens oder vorsätzlichen Vergehens ergangen sind und in jeder von ihnen auf Todesstrafe, Zuchthaus oder Gefängnis von mindestens sechs Monaten erkannt worden ist.
(2) Hat jemand mindestens drei vorsätzliche Taten begangen und ergibt die Gesamtwürdigung der Taten, daß er ein gefährlicher Gewohnheitsverbrecher ist, so kann das Gericht bei jeder abzuurteilenden Einzeltat die Strafe ebenso verschärfen, auch wenn die übrigen im Abs. 1 genannten Voraussetzungen nicht erfüllt sind.
(3) Eine frühere Verurteilung kommt nicht in Betracht, wenn zwischen dem Eintritt ihrer Rechtskraft und der folgenden Tat mehr als fünf Jahre verstrichen sind. Eine frühere Tat, die noch nicht rechtskräftig abgeurteilt ist, kommt nicht in Betracht, wenn zwischen ihr und der folgenden Tat mehr als fünf Jahre verstrichen sind. In die Frist wird die Zeit nicht eingerechnet, in der der Täter eine Freiheitsstrafe verbüßt oder auf behördliche Anordnung in einer Anstalt verwahrt wird.
(4) Eine ausländische Verurteilung steht einer inländischen gleich, wenn die geahndete Tat auch nach deutschem Recht ein Verbrechen oder vorsätzliches Vergehen wäre.
Die Vorschrift blieb in Westdeutschland in Kraft und wurde erst durch die Große Strafrechtsreform von 1969 mit Wirkung ab 1. April 1970 abgeschafft.
Im annektierten Österreich wurde § 20a RStGB 1941 eingeführt und blieb bis zum 1. Mai 1945 in Kraft.

## Urheberrecht
Die Formulierung „three strikes“ wird auch in Bezug auf Verstöße gegen das Urheberrecht im Internet verwendet, vor allem auch in Bezug auf solche, welche beim Filesharing stattfinden. Der Grundgedanke ist hier der gleiche: Nach zwei Vergehen, die leicht bestraft werden (in der Regel mit Verwarnungen), folgt beim dritten Mal eine drastische Strafe; in diesem Fall der Entzug des Internetzugangs für eine bestimmte Zeit. Auch Familien und Wohngemeinschaftsangehörige wären davon betroffen. Zudem wäre auch Internettelefonie nicht mehr möglich.
Erstmals verwendet wurde der Begriff in diesem Zusammenhang bei den Diskussionen um das französische Hadopi-Gesetz. Das oberste Gericht in Frankreich hat die Three-Strikes-Sperren zuerst als verfassungswidrig eingestuft. Das im Mai 2009 verabschiedete Gesetz (Art. 5 et 11 de la loi Création et Internet) verstoße gegen die Erklärung der Menschen- und Bürgerrechte von 1789, befanden die Richter in Paris. Das Gericht meinte, die darin enthaltene Kommunikationsfreiheit umfasse auch die Freiheit des Zugangs zum Internet. Später hat das oberste Gericht Frankreichs die zweite Auflage des Gesetzes 2009 dann aber doch zugelassen.
Inzwischen wurde der Begriff in der Berichterstattung aufgegriffen und wird auch in Bezug auf andere Gesetze ähnlichen Inhalts angewendet. Umgesetzt ist das „three strikes“-Prinzip mittlerweile in Neuseeland (Copyright (Infringing File Sharing) Amendment Act 2011), Südkorea (Korean Copyright Act 2009), Frankreich (Hadopi-Gesetz), Taiwan und dem Vereinigten Königreich (Digital Economy Act 2010).
Der in Deutschland offiziell verwendete Begriff ist allerdings nicht „three strikes“, sondern „abgestufte Erwiderung“.

## Bekannte Fälle
- Timothy L. Tyler